# Marathon van Turijn 1997
De marathon van Turijn 1997 werd gelopen op zondag 11 mei 1997. Het was de elfde editie van deze marathon.
De Keniaan Joseph Chebet kwam bij de mannen als eerste over de streep in 2:08.23, een parcoursrecord. De Estse Jane Salumäe won bij de vrouwen in 2:27.04, eveneens een parcoursrecord.

## Uitslagen

### Mannen
| rang   | naam                 | land | tijd    |
| ------ | -------------------- | ---- | ------- |
| Goud   | Joseph Chebet        | KEN  | 2:08.23 |
| Zilver | Elijah Lagat         | KEN  | 2:09.19 |
| Brons  | Daniel Kirwa         | KEN  | 2:11.32 |
| 4      | Yong-Bok Kim         | KOR  | 2:11.48 |
| 5      | Francesco Ingargiola | ITA  | 2:12.01 |
| 6      | Paulo Catarino       | POR  | 2:12.20 |
| 7      | Marcello Curioni     | ITA  | 2:13.37 |
| 8      | Bert van Vlaanderen  | NED  | 2:13.45 |
| 9      | Mohamed Abdouny      | MAR  | 2:14.21 |
| 10     | Petro Meta           | TAN  | 2:14.34 |
| 11     | Lorenzo Castillo     | MEX  | 2:15.08 |
| 12     | Bruno Santachiara    | ITA  | 2:16.16 |
| 13     | Alberico Dicecco     | ITA  | 2:16.24 |
| 14     | Carlo Rovella        | ITA  | 2:16.25 |
| 15     | Jonah Koech          | KEN  | 2:19.07 |
| 18     | Abel Gisemba         | KEN  | 2:21.27 |

### Vrouwen
| rang   | naam                   | land | tijd    |
| ------ | ---------------------- | ---- | ------- |
| Goud   | Jane Salumäe           | EST  | 2:27.04 |
| Zilver | Ornella Ferrara        | ITA  | 2:28.01 |
| Brons  | Griselda Gonzalez      | ARG  | 2:30.32 |
| 4      | Patrizia Ritondo       | ITA  | 2:35.33 |
| 5      | Bettina Sabatini       | ITA  | 2:36.49 |
| 6      | Paola Vignati          | ITA  | 2:37.47 |
| 7      | Elisabeth Krieg        | SUI  | 2:39.54 |
| 8      | Alessandra Insogna     | ITA  | 2:43.10 |
| 9      | Kristin Tremp          | SUI  | 2:48.38 |
| 20     | Maria-Grazia Navacchia | ITA  | 3:09.16 |

1974 ·
1975 ·
1976 ·
1977 ·
1978 ·
1979 ·
1980 ·
1981 ·
1982 ·
1983 ·
1984 ·
1985 ·
1986 ·
1987 ·
1988 ·
1989 ·
1990 ·
1991 ·
1992 ·
1993 ·
1994 ·
1995 ·
1996 ·
1997 ·
1998 ·
1999 ·
2000 ·
2001 ·
2002 ·
2003 ·
2004 ·
2005 ·
2006 ·
2007 ·
2008 ·
2009 ·
2010 ·
2011 ·
2012 ·
2013 ·
2014 ·
2015 ·
2016 ·
2017